# Provincia de Hövsgöl
La aymag de Hövsgöl (en mongol: Хѳвсгѳл аймаг) es una de las 21 aymags (provincias) de Mongolia. Está situada en el norte del país, del cual toma una extensión de 104.820 kilómetros cuadrados, para una población total de 119.063 habitantes (datos de 2000). Su capital es Mörön.

## Gallery

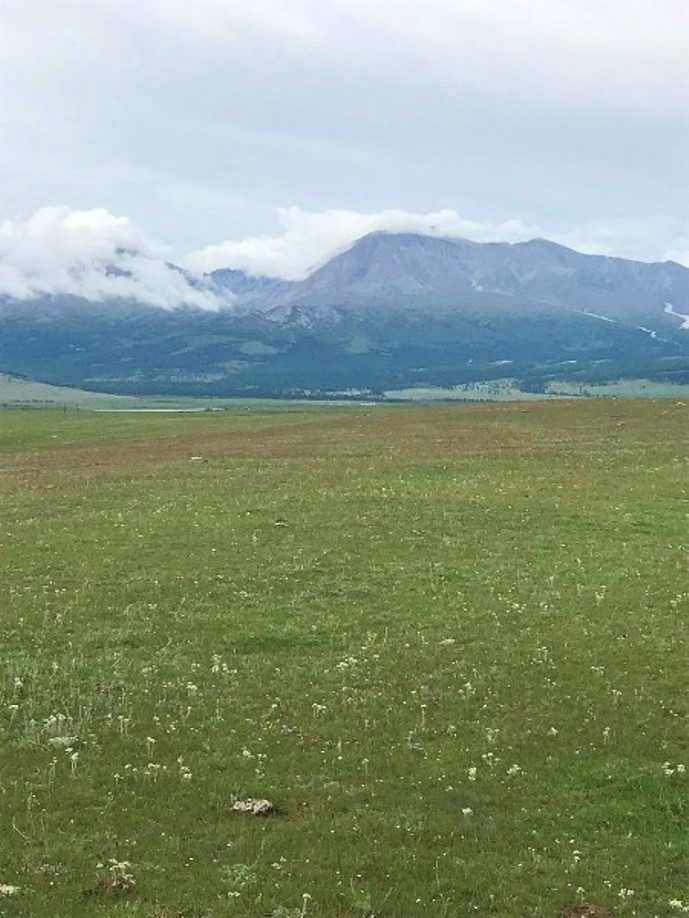
Paisaje de la provincia
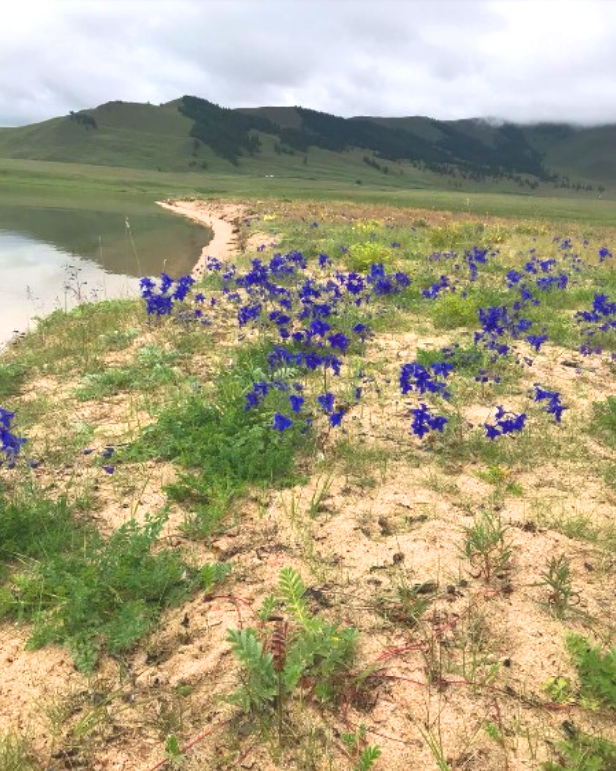
Flora esteparia de la provincia
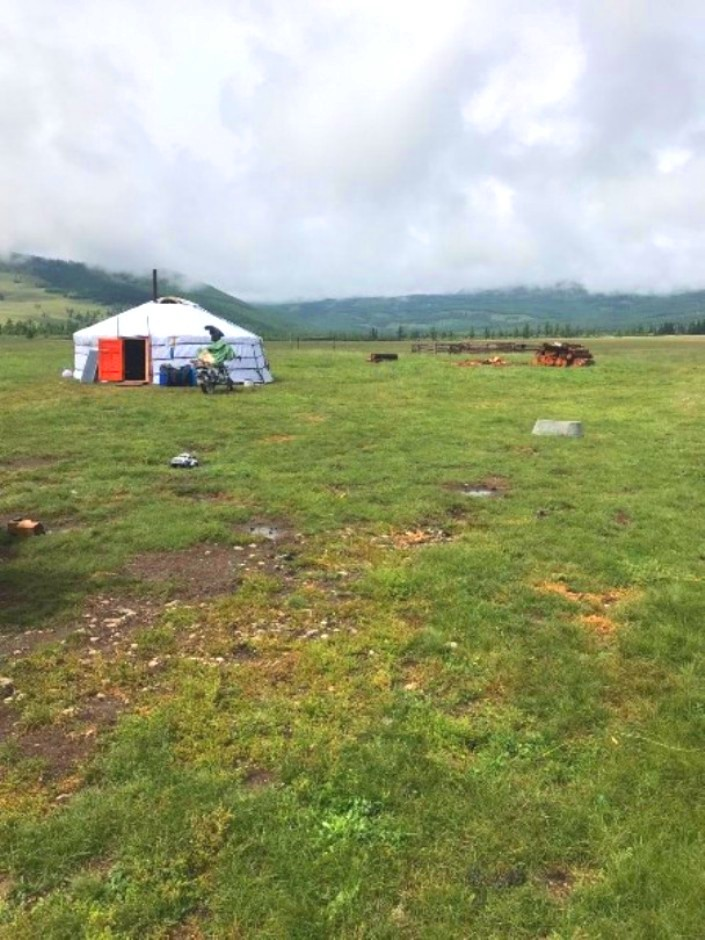
Yurta nómada
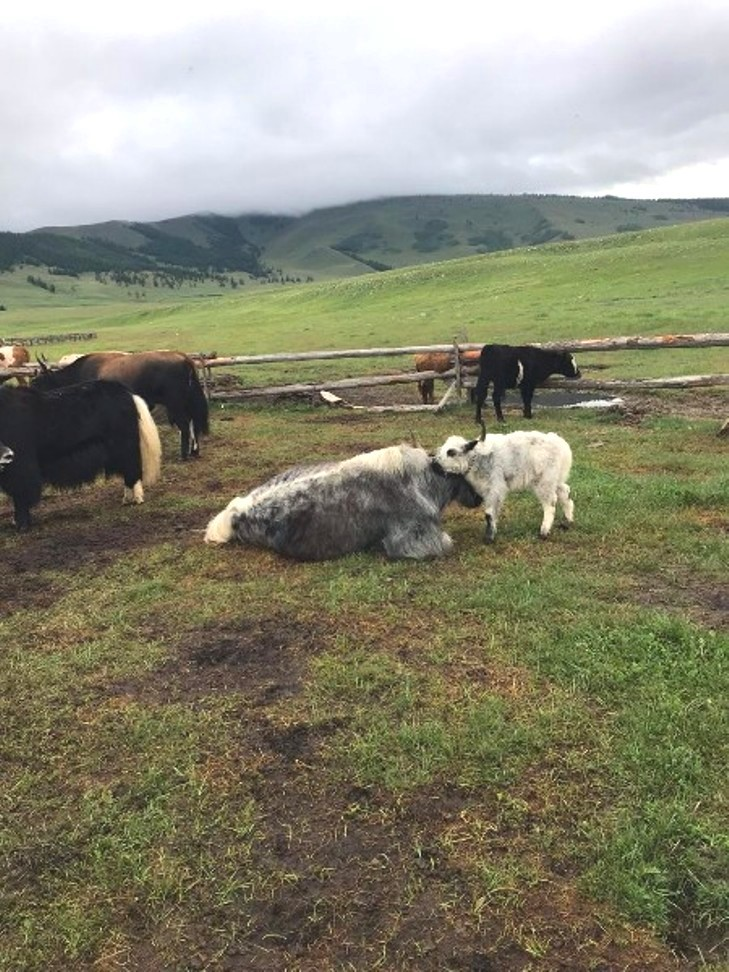
Ganado nómada